# Hospice
Een hospice is een instelling met een huiselijke sfeer die zich in terminale zorg heeft gespecialiseerd. Zo wordt de term in Nederland, het Verenigd Koninkrijk en de Verenigde Staten gebruikt. Oorspronkelijk stond hospice voor een instelling die behoeftigen, armen en zieken hielp en opving. O.a. in Frankrijk heeft het woord nog die betekenis.

## Palliatieve zorginstelling
Doel van de hospicezorg is de kwaliteit van leven zo goed mogelijk te houden of te krijgen in de laatste periode van het leven.
Ongeneeslijk zieken kunnen hier als gast tot aan hun overlijden worden verzorgd. Reden hiervoor kan zijn dat hun naasten thuis – de mantelzorg – overbelast raken of er meerdere belemmeringen optreden waardoor men het zelf niet meer prettig vindt om thuis te blijven. Door de huiselijke sfeer wordt een hospice beter ervaren dan een ziekenhuisomgeving, terwijl er toch voldoende verpleegkundig personeel aanwezig is.
De arts Jan Aernout van der Does de Willebois was in Nederland een van de pioniers van deze werkwijze.
In een hospice gaat veel aandacht uit naar de palliatieve zorg als pijnbestrijding en spirituele bijstand. Bij mensen die ongeneeslijk ziek zijn en in een vergevorderd stadium, probeert men continu een totale zorg te bereiken die het lijden zo veel mogelijk beperkt en verzacht.

### Zorgmogelijkheden
Voorop staat dat in de hospicezorg de patiënt de regie heeft. Er zijn geen vaste tijden voor bijvoorbeeld opstaan, of naar bed gaan. Meestal zijn er geen vaste bezoektijden. Het is aan de patiënt om zelf aan te geven wat hij of zij wil, de verzorging wordt hierop afgestemd. De hospicezorg biedt fysieke en lichamelijke basiszorg, maar daarnaast ook sociale en spirituele of religieuze ondersteuning.
Hospicezorg wordt aangeboden in twee verschillende vormen:  
High-Care hospiceHier is 24 uur per dag medische zorg aanwezig zoals in een ziekenhuis. Dit gebeurt met een eigen vast team van artsen, beroepskrachten en vrijwilligers.
Bijna-thuis-huis"Bijna-thuis-huis" verwijst naar een woonsituatie zoals de gast thuis gewend is. In deze huizen hebben de gasten hun eigen huisarts. De dagelijkse zorg wordt verleend door wijkverpleegkundigen van de thuiszorg en vrijwilligers die steeds aanwezig zijn.

### Vrijwilligers
De vrijwilligers werken meestal in blokken van vier uur waardoor er vele – soms tot wel meer dan 150 per hospice – nodig zijn voor de directe verzorging van de gasten. Onder de vrijwilligers bevinden zich ook mensen voor gebouw-onderhoud, klussen, tuinonderhoud, promotie en werving van donaties.
Volgens een registratierapport van VPTZ Nederland – de overkoepelende organisatie voor vrijwillige palliatieve terminale zorg – hebben in 2017 meer dan 11.000 vrijwiligers aan 12.351 mensen zorg verleend in hun laatste levensfase.
Hospice’s in Nederland zijn ANBI erkend.

### De woningen
Doorgaans zijn het ruime woningen – in een woonwijk of buitengebied – en ingericht voor drie tot tien gasten met ieder een eigen kamer en sanitaire voorzieningen. Deze kunnen eventueel met eigen spullen worden ingericht. Zowel op de eigen kamer als in de gemeenschappelijke woonkamer, tuin of terras, kunnen de gasten hun naasten ontvangen.
Er is een grote vraag naar hospicezorg. Een indicatie voor opname is een levensverwachting die korter is dan drie maanden. In België geeft het zorgkantoor deze indicatie af. In Nederland wordt dit geregeld door de thuiszorg, arts dan wel het ziekenhuis.